# Puente de los Mercaderes
El puente de los Mercaderes (en francés: Pont des Marchands) es un puente de Narbona, en la región de Occitania, cuyo origen se remonta a la época romana. Cruza el canal de la Robine y tiene la peculiaridad de ser uno de los escasos puentes todavía habitados de Francia.

## Localización
El puente está construido entre la antigua ciudad romana de Narbo Martius, sobre el margen derecho, y la antigua villa medieval del margen izquierdo. Sigue el trazado del antiguo cardo maximus de la ciudad romana, formado por la Vía Domitia. En época romana contaba con seis arcos, pero actualmente solo cuenta con uno, de unos 15 m.

## Galería de imágenes

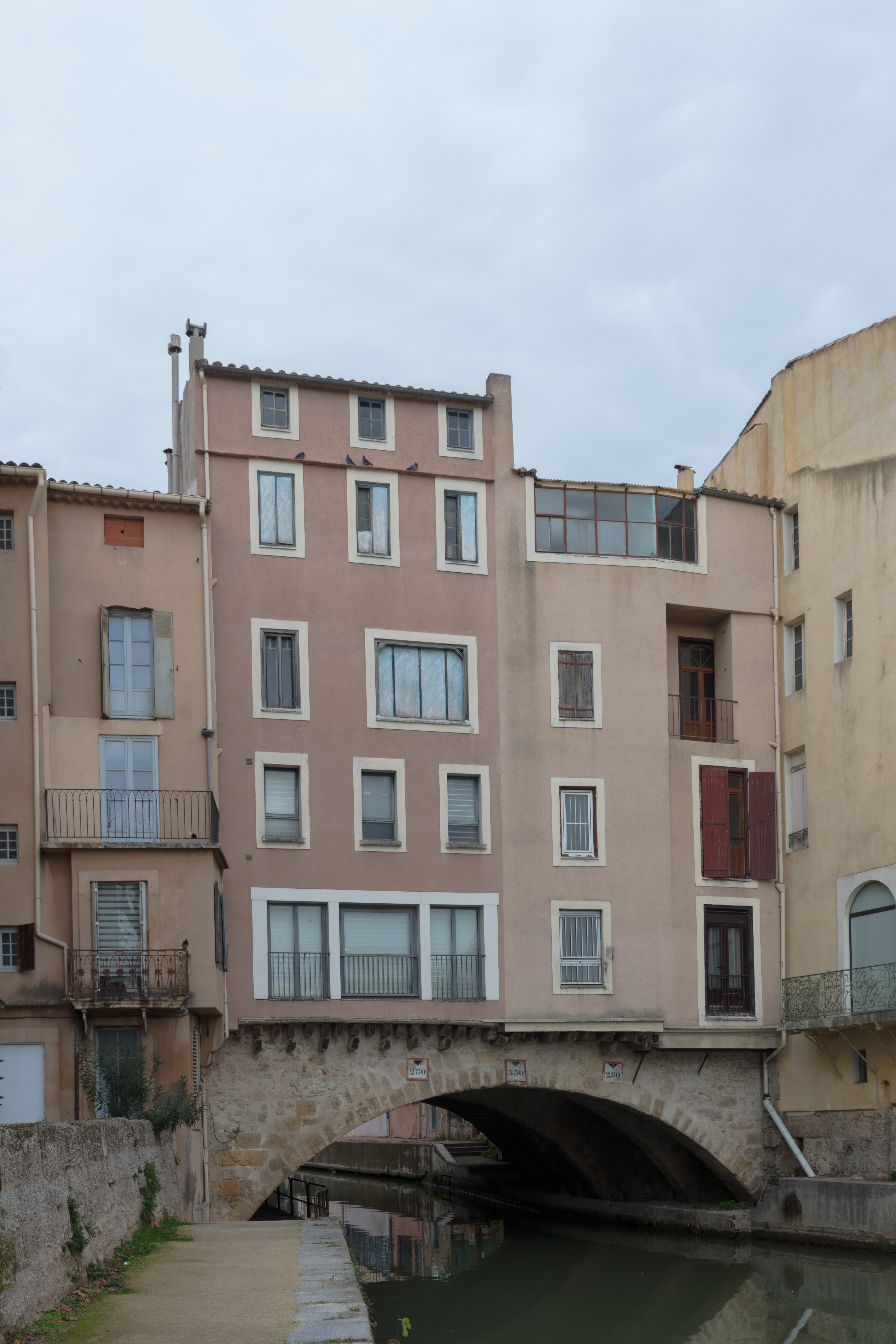
Detalle de la bóveda del puente.
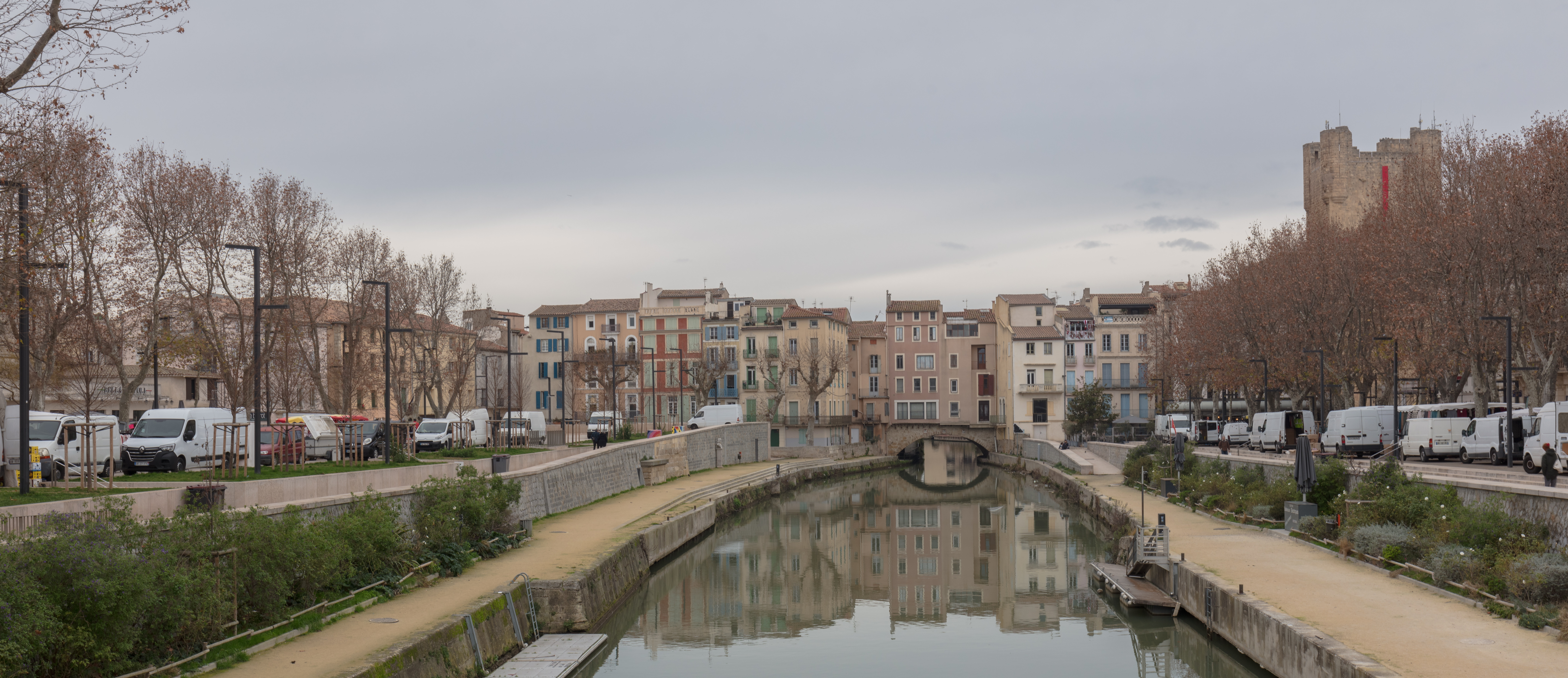
Puesta del puente desde la Parasela de Barcos (Passarelle des Barques).
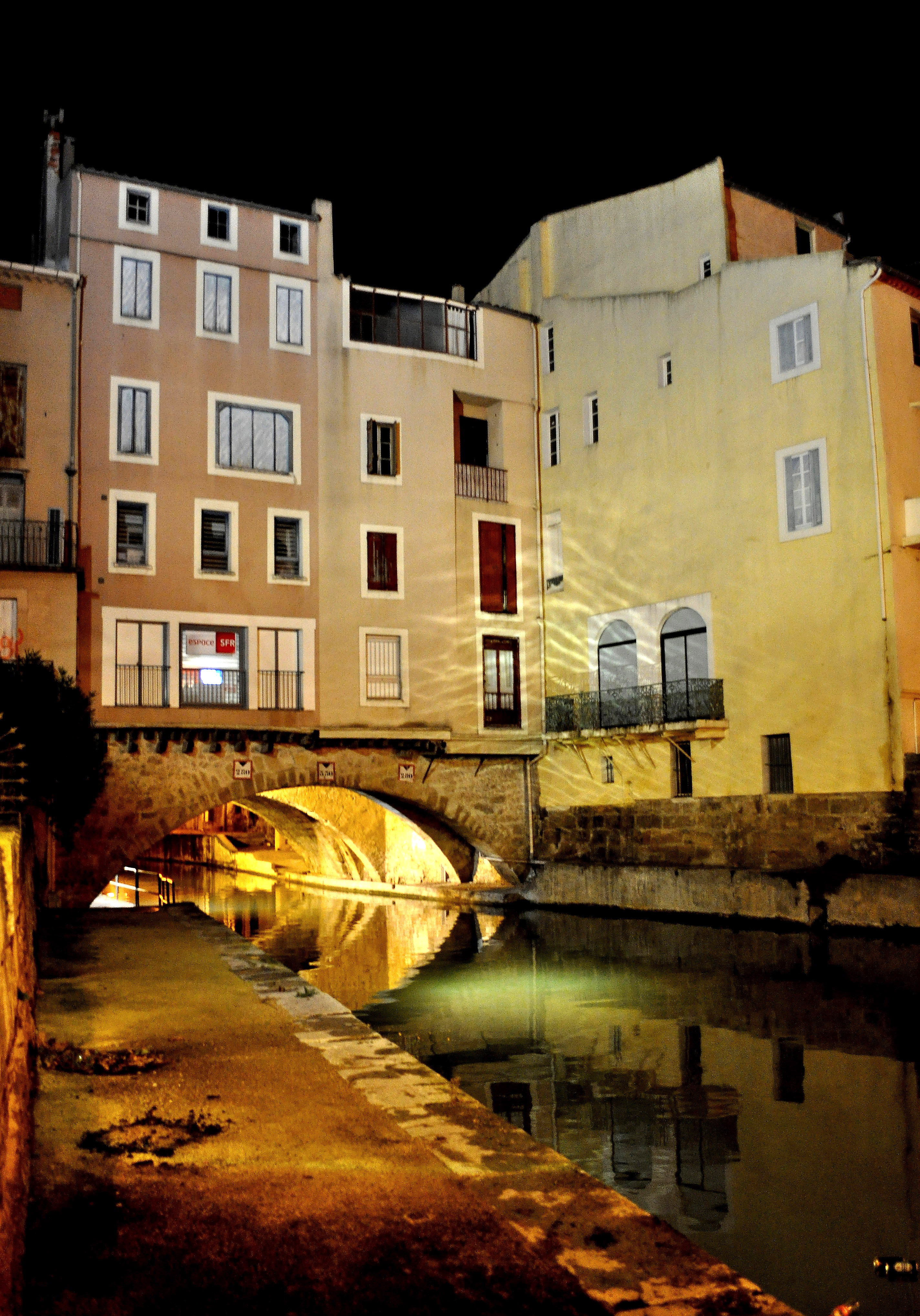